# Байич, Риад
Риад Байич (босн. Riad Bajić; 6 мая 1994 года, Сараево) — боснийский футболист, нападающий клуба «Анкарагюджю» и сборной Боснии и Герцеговины.

## Клубная карьера
Риад Байич — воспитанник боснийского клуба «Железничар» из своего родного города. 16 июля 2013 года состоялся его дебют как профессионального футболиста, когда Бийич заменил нападающего Элдина Адиловича в гостевом матче квалификации Лиги чемпионов УЕФА против чешской «Виктории». Спустя 11 дней он дебютировал в боснийской Премьер-лиге, выйдя на замену в конце гостевого поединка против команды «Звезда». 19 октября того же года Байич впервые забил на высшем уровне, поучаствовав в разгроме клуба «Младост». 27 сентября 2014 года он сделал хет-трик в домашней игре со «Звездой».
В начале августа 2015 года Байич перешёл в клуб турецкой Суперлиги «Коньяспор». 17 октября того же года он впервые забил в главной турецкой лиге, открыв счёт в домашнем матче с «Газиантепспором». 26 августа 2016 года Байич сделал дубль, принесший «Коньяспору» ничью в домашней игре с «Бешикташем».

## Достижения
«Коньяспор»
- Обладатель Кубка Турции: 2016/17